# Иаков (Андриопулос)
Митрополит Иаков (греч. Μητροπολίτης Ιάκωβος Ανδριόπουλος; род. 1992, Ист-Страудсберг, Пенсильвания) — архиерей Константинопольской православной церкви, митрополит Мексиканский (с 2024).
Тезоименитство — 23 октябрь (апостола Иакова, брата Господня).

## Биография
Родился в 1992 году в Пенсильвании. О себе он говорил: «С юных лет я был тесно связан со своим приходом — Святым Крестом в Страудсберге, Свято-Покровским монастырем в Пенсильвании, монастырем святого Нектария в Нью-Йорке и лагерем местной митрополии, лагерем Назарет. Я был послушником, а затем чтецом, рукоположенным блаженной памяти митрополитом Питтсбургским Максимом. Короче говоря, с самого раннего возраста у меня были замечательные образцы духовенства, монахов и верующих; они вселили в мою юную душу божественное рвение к священной науке, то есть теологии»
Окончил Гогенштауфенскую гимназию в Кайзерслаутерне, Греческий колледж Святого Креста в Бруклайне и аспирантуру Эксетерского университета по специальностям этнофилетизм и «лицо беженца» (Το Πρόσωπο του Πρόσφυγα). Владеет английским и греческим языками как родными, а также итальянским, испанским и немецким.
Военную службу проходил в Вооружённых силах Греции. Своё церковное служение начал в Неа-Ионийской и Филадельфийской митрополии в должности секретаря по внешним связям и социальным программам.
27 декабря 2015 года митрополитом Неа-Ионийским и Филадельфийским Гавриилом (Папаниколау) был хиротонисан во диакона, а 31 марта 2019 года — во пресвитера.
Он служил клириком храма святой Евфимии в Неа-Халкидоне (2019—2023) и храма святого Дионисия Ареопагита в Афинах (2023—2024). Он также занимал пост генерального архиепископского эпитропа Афинской архиепархии (2023—2024).
24 января 2024 года Священным синодом Константинопольской православной церкви был избран для рукоположения в сан митрополита Мексиканского. 25 января 2024 на Фанаре состоялась его церемония Великого Послания, во время которого ему было официально объявлено о его избрании.
2 февраля 2024 года в Патриаршем соборе святого Георгия на Фанаре был рукоположен в митрополита Мексиканского. Хиротонию совершили: патриарх Константинопольский Варфоломей, митрополит Деркский Апостол (Даниилидис), митрополит Димитриадский и Алмирский Игнатий (Георгакопулос), митрополит Мириофисткий и Перистасейский Ириней (Иоаннидис), архиепископ Антидонский Нектарий (Селалмадзидис), митрополит Силиврийский Максим (Вгенопулос), митрополит Саранта-Эклизиский Андрей (Софианопулос) и митрополит Селевскийский Феодор (Меимарис).
17 марта 2024 года в кафедральном соборе Премудрости Божией в Мехико состоялась его интронизация, которую возглавил митрополит Буэнос-Айресский Иосиф (Бош), представлявший патриарха Варфоломея.